# Попович Андрій Володимирович
Андрі́й Попо́вич (азерб. Andrey Popoviç, нар. 4 березня 1992, Ужгород) — український та азербайджанський футболіст, воротар «Киргизалтин».
Виступав, зокрема, за клуби «Баку», «Туран», «Сумгаїт» та «Габала», а також національну збірну Азербайджану.

## Клубна кар'єра
Вихованець ужгородської СДЮСШОР. Із 2008 року грав за молодіжну команду клубу «Металург» (Донецьк), проте до складу основної його команди не пробився.
Привернувши увагу представників тренерського штабу клубу «Баку», приєднався до його складу 2009 року. У цьому клубі молодий голкіпер також за головну команду не заграв, натомість 2010 року був відданий в оренду до клубу «Абшерон», у складі якого провів наступний рік своєї кар'єри гравця. Більшість часу, проведеного у складі «Абшерона», був основним голкіпером команди.
Із 2011 року один сезон захищав кольори команди клубу «Сумгаїт». Граючи у складі «Сумгаїта» також здебільшого виходив на поле в основному складі команди, після чого один сезон грав за азербайджанський «Туран».
Частину 2013 року захищав кольори команди турецького клубу «Тавшанли Ліньїтспор», у складі головної команди зіграв лише в одному кубковому матчі.
До складу клубу «Сумгаїт» повернувся 2014 року. Протягом року відіграв за сумгаїтську команду 28 матчів у національному чемпіонаті.
З липня 2015 року Андрій Попович став гравцем іншого азербайджанського клубу «Габала». Провів за «Габалу» 8 матчів у національному чемпіонаті, після чого залишив команду.
2017 року повернувся на рідне Закарпаття, ставши гравцем аматорської команди «Минай». З командою пройшов шлях від аматорського футболу через другу та першу ліги аж до Прем'єр-ліги, грав у складі закарпатської команди до 2021 року, та зіграв за неї у професійному футболі 47 матчів.
У 2021 році став гравцем клубу ЛНЗ, у кінці року знаходився в короткій оренді в своєму колишньому клубі «Сумгаїт», після чого на початку 2022 року повернувся до ЛНЗ.

## Виступи за збірну
Андрій Попович виступав за юнацькі та молодіжні збірні Азербайджану різних вікових груп із 2008 року. 2011 року вперше був викликаний до національної збірної Азербайджану, та дебютував у її складі 11 листопада 2011 року.
У лютому 2012 року Андрія Поповича викликали на тренувальний збір збірної країни в ОАЕ, де планувались три товариські зустрічі.. 24 лютого 2012 року Попович зіграв свій другий матч за збірну проти збірної Сінгапуру (2:2), у якому пропустив два голи від Шахрила Ішака і Фахрудина Мустафича. Після гри з Сінгапуром Попович разом з іншими гравцями збірної — Олександром Чертогановим, Володимиром Левіним, Бранимиром Субашичем і Уфуком Будаком пішли до нічного клубу, де провели близько 3 годин. Це стало відомо після того, як футболіст на своїй особистій сторінці в соціальній мережі «Однокласники» розмістив фотографію, на якій він разом з іншими гравцями збірної стоїть із спиртними напоями і сигаретами.. Після цього випадку футболіста відразу виключили із заявки збірної на два наступні матчі, його також покарав «Сумгаїт» — клуб, за який на той час виступав Попович. Усього провів у формі головної команди країни 2 матчі, пропустивши 2 голи.